# La Flèche Wallonne Féminine 2025
La Flèche Wallonne Féminine 2025 war die 28. Austragung dieses Straßenrennens für Frauen. Das Rennen fand am 23. April statt, am selben Tag wie das entsprechende Rennen für Männer, und war Teil der UCI Women’s WorldTour 2025.

## Teilnehmende Mannschaften
| UCI Women's WorldTeams (14)- AG Insurance-Soudal Team - Canyon//SRAM zondacrypto - Ceratizit Pro Cycling Team - FDJ-Suez - Fenix-Deceuninck - Lidl-Trek - Liv AlUla Jayco - Movistar Team - Roland - Team Picnic PostNL - Team SD Worx-Protime - Team Visma \| Lease a Bike - UAE Team ADQ - Uno-X Mobility UCI Women's ProTeams (7)- Arkéa-B&B Hotels Women - Cofidis Women Team - EF Education-Oatly - Laboral Kutxa-Fundación Euskadi - St Michel-Preference Home-Auber93 - VolkerWessels Women's Pro Cycling Team - Winspace Orange Seal UCI Women's Continental Teams (3)- Lotto Ladies - Team Coop-Repsol - DD Group Pro Cycling |
| |

## Streckenführung
Das Rennen begann und endete in Huy. Der Parcours bestand aus zwei Schleifen. Die erste, größere führte auf rund 100 Kilometern über das Plateau des Condroz. Auf dem Rückweg nach Huy wurden erstmals die wichtigsten Schwierigkeiten des Parcours absolviert; dabei handelte es sich um die Côte d’Ereffe, die Côte de Cherave und die Mauer von Huy. Die zweite, 37 km lange Runde wiederholte die drei Anstiege, und das Rennen endete wie stets am oberen Ende der „Mauer“.

## Rennverlauf und Ergebnis
Die siebenfache Siegerin Anna van der Breggen konnte krankheitsbedingt nicht am Rennen teilnehmen. Ausreißversuche blieben auf einzelne Fahrerinnen beschränkt und meist von kurzer Dauer. Am längsten hielt sich Cédrine Kerbaol vor dem Feld, gewann aber nie viel Vorsprung und wurde auf der Côte de Cherave wieder eingeholt. Im Schlussanstieg auf der Mauer von Huy setzte sich Puck Pieterse gegen Demi Vollering durch und gewann ihr erstes großes Eintagesrennen.
| \| Gesamtwertung \| Gesamtwertung \| Gesamtwertung \| Gesamtwertung \| Gesamtwertung \| \| Fahrerin \| Fahrerin \| Land \| Team \| Zeit \| \| ------------- \| ---------------------------- \| ------------- \| -------------------------- \| --------------- \| \| 1. \| Puck Pieterse \| Niederlande \| Fenix-Deceuninck \| 3 h 53 min 25 s \| \| 2. \| Demi Vollering \| Niederlande \| FDJ-Suez \| + 2 s \| \| 3. \| Elisa Longo Borghini \| Italien \| UAE Team ADQ \| + 6 s \| \| 4. \| Katarzyna Niewiadoma \| Polen \| Canyon//SRAM zondacrypto \| + 6 s \| \| 5. \| Liane Lippert \| Deutschland \| Movistar Team \| + 11 s \| \| 6. \| Kimberley Le Court de Billot \| Mauritius \| AG Insurance-Soudal Team \| + 14 s \| \| 7. \| Juliette Labous \| Frankreich \| FDJ-Suez \| + 15 s \| \| 8. \| Nienke Vinke \| Niederlande \| Team Picnic PostNL \| + 15 s \| \| 9. \| Niamh Fisher-Black \| Neuseeland \| Lidl-Trek \| + 20 s \| \| 10. \| Mijntje Geurts \| Niederlande \| Team Visma \\| Lease a Bike \| + 20 s \| |                              |             |                            |                 |
| |                              |             |                            |                 |
| Quelle: ProCyclingStats |                              |             |                            |                 |
| Gesamtwertung |                              |             |                            |                 |
| Fahrerin | Fahrerin                     | Land        | Team                       | Zeit            |
| 1. | Puck Pieterse                | Niederlande | Fenix-Deceuninck           | 3 h 53 min 25 s |
| 2. | Demi Vollering               | Niederlande | FDJ-Suez                   | + 2 s           |
| 3. | Elisa Longo Borghini         | Italien     | UAE Team ADQ               | + 6 s           |
| 4. | Katarzyna Niewiadoma         | Polen       | Canyon//SRAM zondacrypto   | + 6 s           |
| 5. | Liane Lippert                | Deutschland | Movistar Team              | + 11 s          |
| 6. | Kimberley Le Court de Billot | Mauritius   | AG Insurance-Soudal Team   | + 14 s          |
| 7. | Juliette Labous              | Frankreich  | FDJ-Suez                   | + 15 s          |
| 8. | Nienke Vinke                 | Niederlande | Team Picnic PostNL         | + 15 s          |
| 9. | Niamh Fisher-Black           | Neuseeland  | Lidl-Trek                  | + 20 s          |
| 10. | Mijntje Geurts               | Niederlande | Team Visma \| Lease a Bike | + 20 s          |